# Diplomorium longipenne
Diplomorium longipenne är en myrart som beskrevs av Mayr 1901. Diplomorium longipenne ingår i släktet Diplomorium och familjen myror. Inga underarter finns listade i Catalogue of Life.

## Bildgalleri

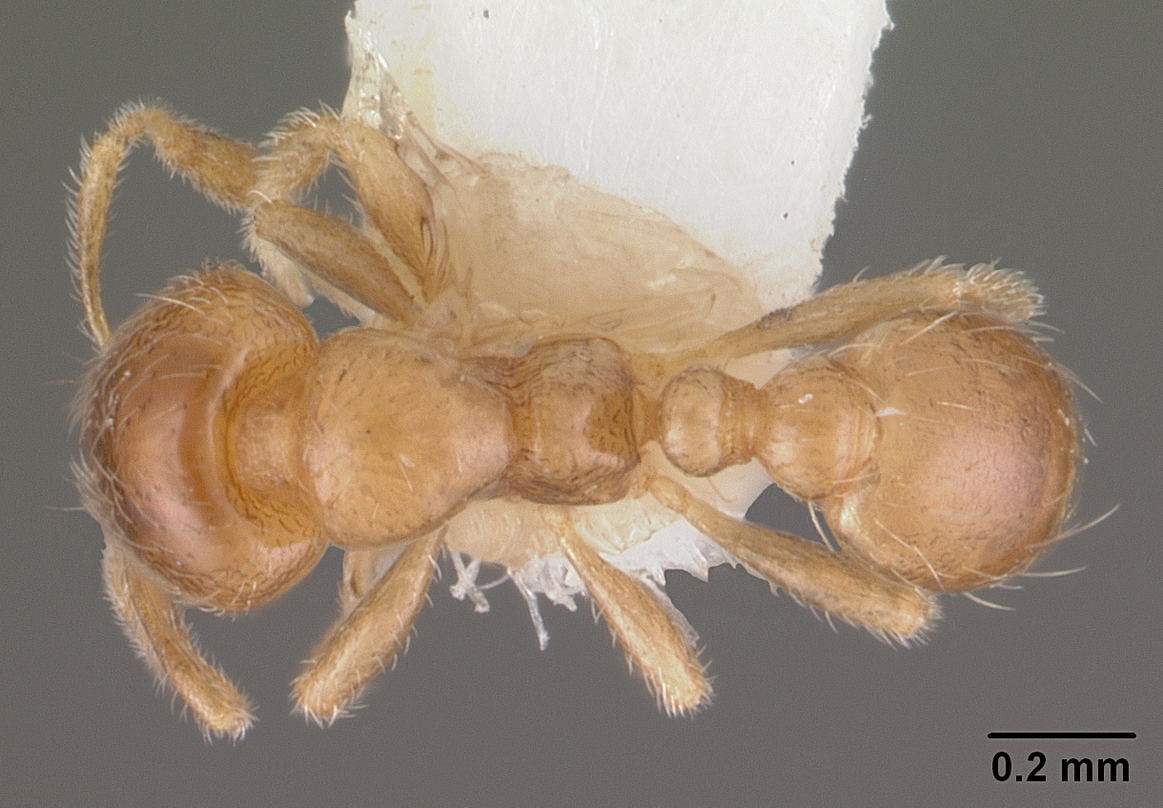
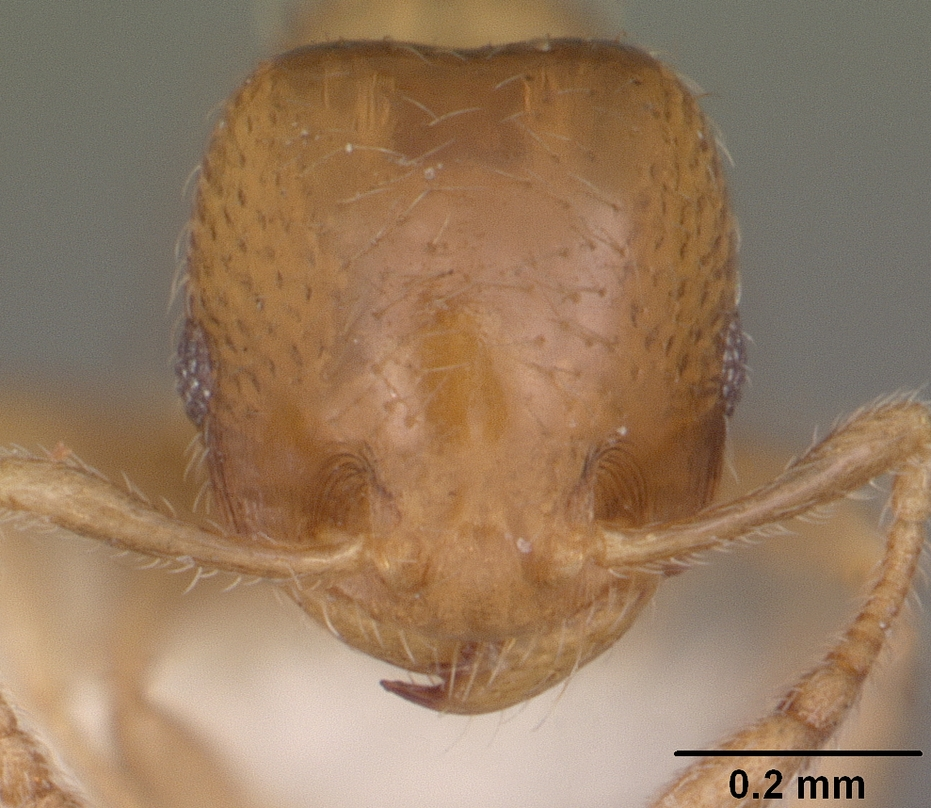
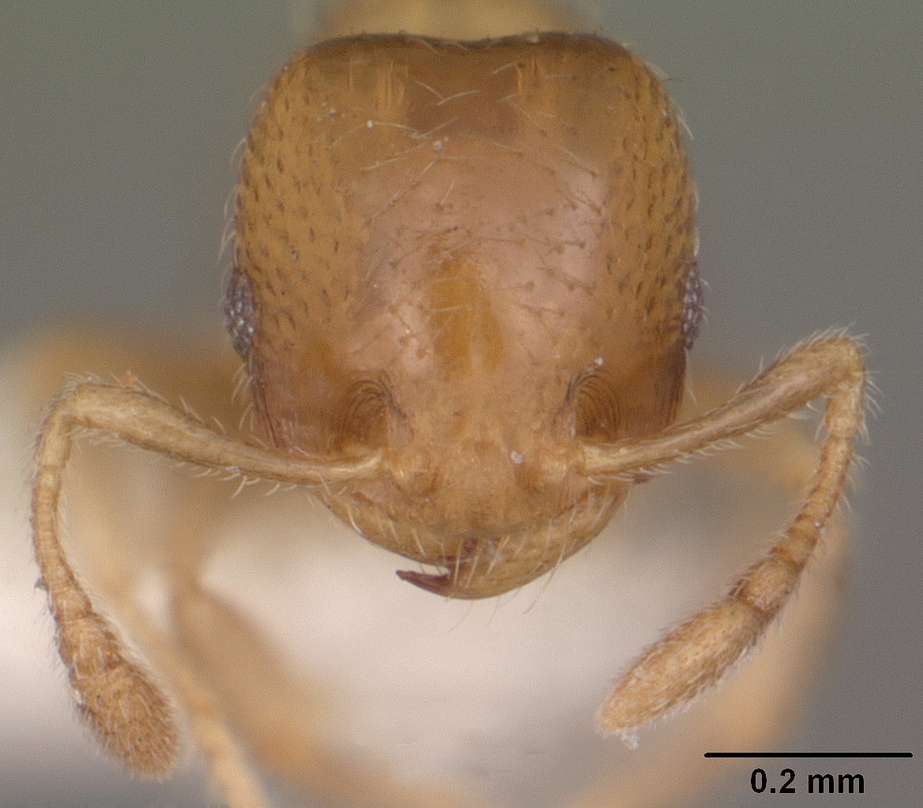
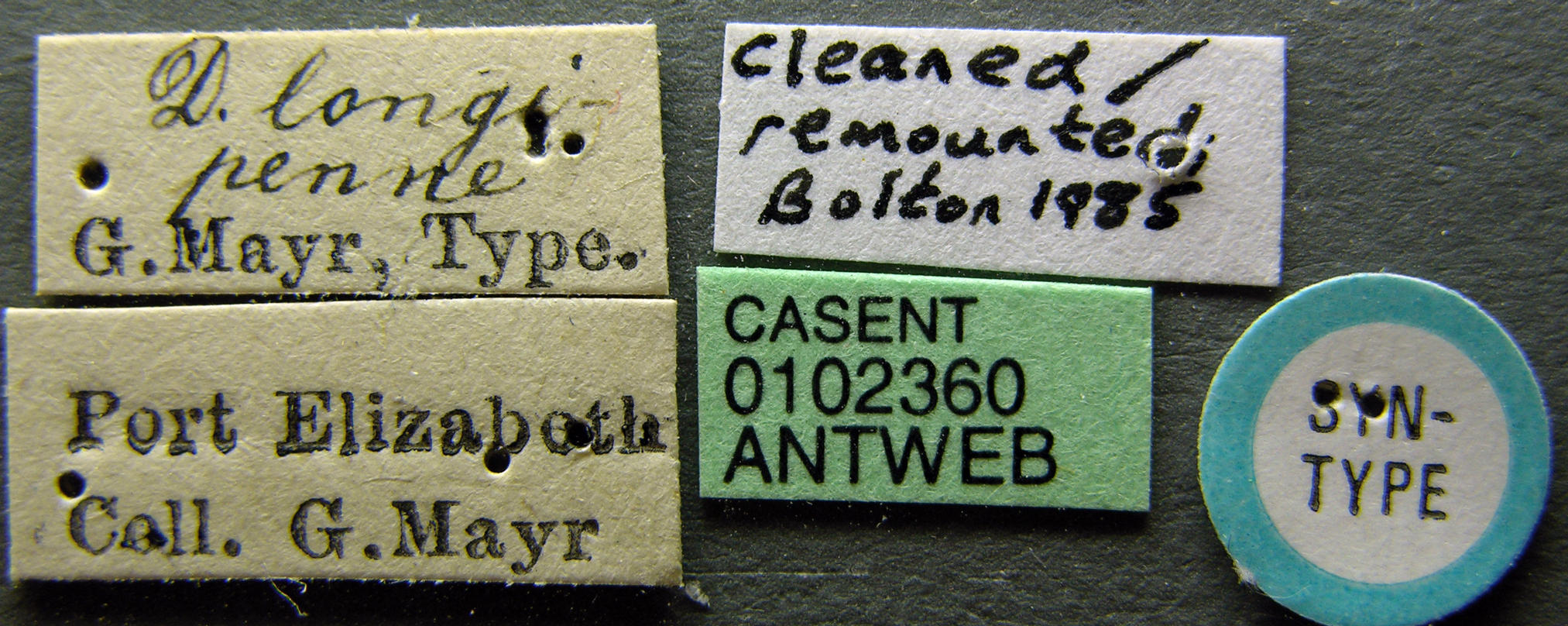
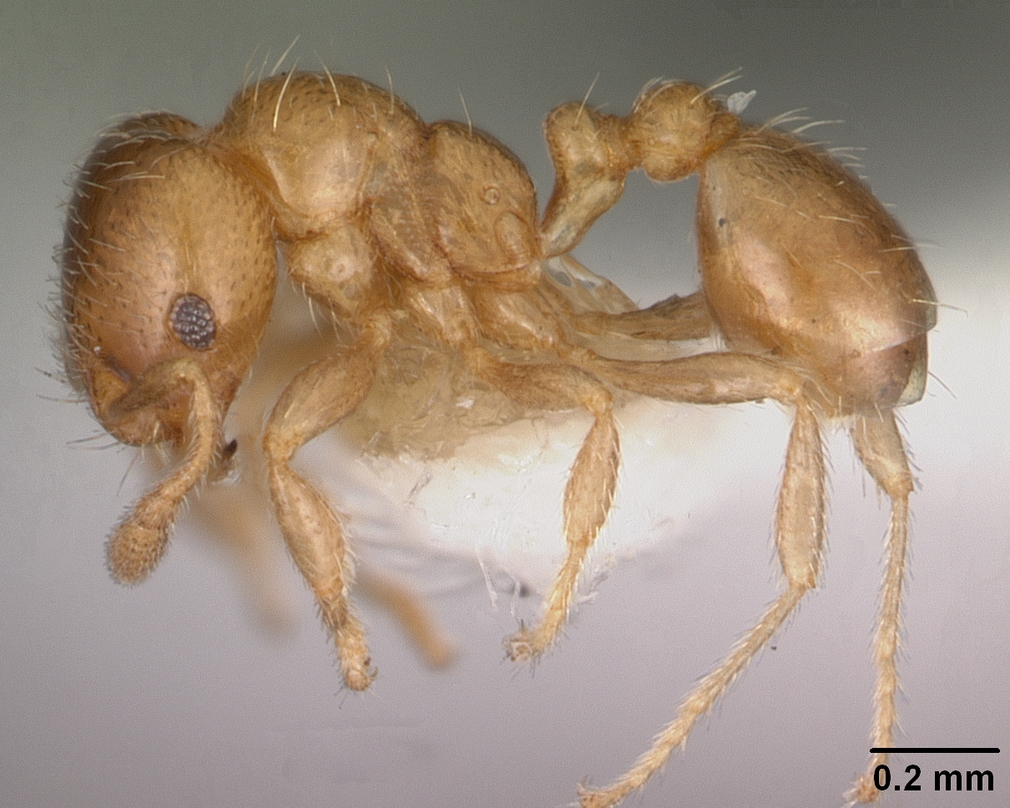
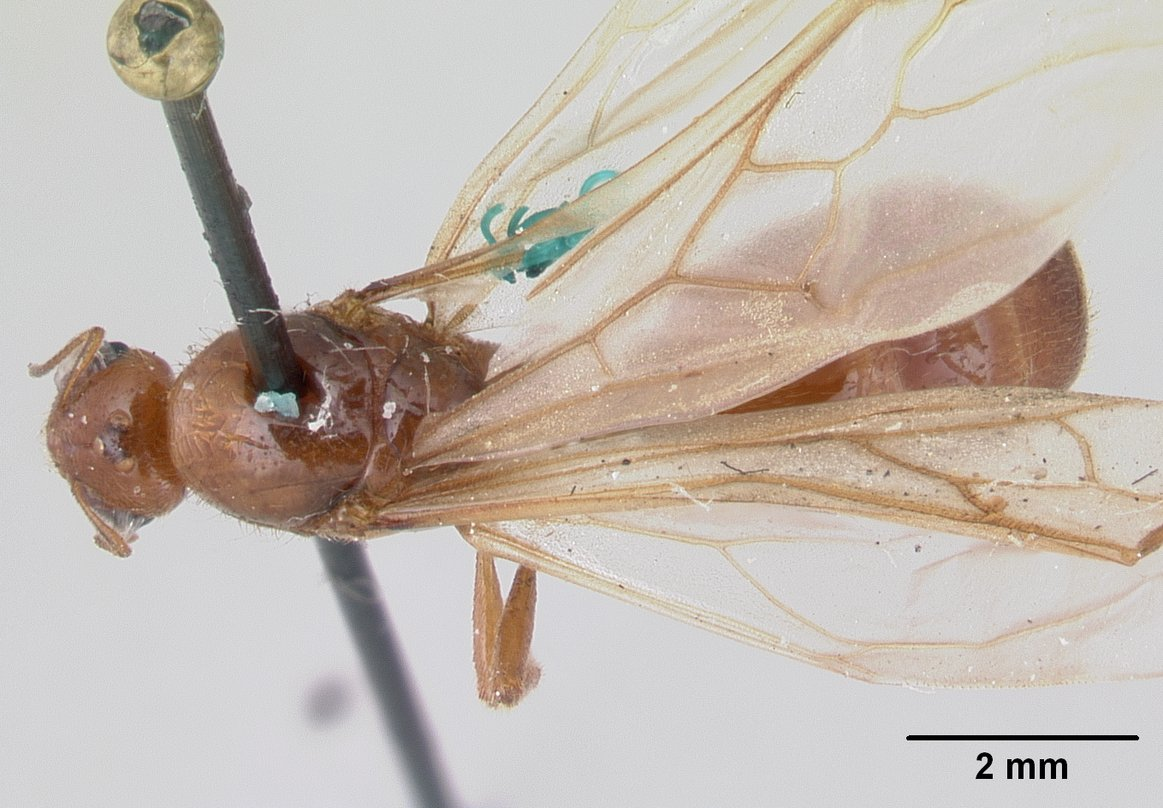